# Ioan Mihaly de Apșa

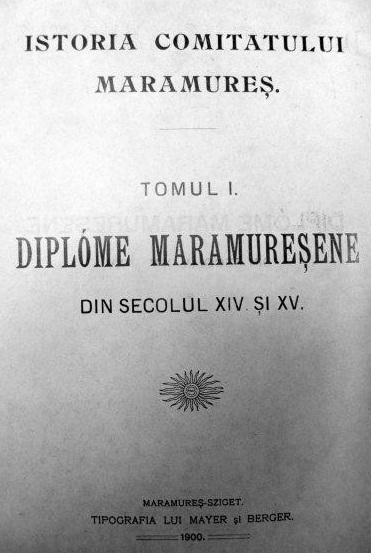
Prima pagină din cartea Diplome Maramureşene

Ioan Mihaly de Apșa (n. 25 ianuarie 1844, Apșa de Mijloc, comitatul Maramureș, azi în Ucraina – d. 14 octombrie 1914, Gherla) a fost un istoric român, membru corespondent (1901) al Academiei Române, frate mai mic al mitropolitului român unit Victor Mihaly de Apșa.
Este cunoscut mai ales pentru lucrarea sa de referință Diplome maramureșene din secolul al XIV-lea și al XV-lea editată la Sighetul Marmației în anul 1900, lucrare care a fost premiată în anul 1902 cu Premiul Năsturel-Herescu de către Academia Română.
Familia sa a purtat inițial numele Mihai, dar grafia numelui a fost modificată, Mihályi, odată cu înnobilarea familiei în timpul regatului ungar, fenomen des întâlnit în istoria Maramureșului și descris tocmai în lucrarea menționată.

## Studii
Ioan Mihályi a urmat studiile gimnaziale și liceale la Sighet, Cașovia (în prezent în Slovacia) și Pesta, iar apoi facultatea de drept a Universității din Pesta, cu durata de patru ani a studiului, în anii 1862-1866.
La 17 iulie 1866 a acestui an îi scria din Sarasău fratelui său Victor, viitorul mitropolit al Blajului, că și-a încheiat cursurile facultății de drept și a obținut diploma de avocat.
În anii în care studiază dreptul, Universitatea din Pesta era frecventată de mulți alți tineri români. În 1861 numărul lor ajunsese la 34 și era în continuă creștere, ceea ce explică înființarea unei catedre de limbă română, al cărei șef de catedră, Alexandru Roman, își rostea lecția inaugurală la 27 aprilie 1863. Probabil ca și Mihályi ar fi dorit să-i urmeze cursurile, însă o enumerare a auditorilor profesorului Roman nu-l menționează și pe acesta.
Viața de student român la Pesta, în anii de studii ai lui Ioan Mihályi, o evocă, printre alții, și Ioan Slavici. De subliniat frământările din mediul universitar legate de reintroducerea, în anul 1867, a limbii maghiare, după o perioadă începând cu 1849, când limba de predare fusese limba germană. Dar introducerea limbii germane s-a făcut concomitent și cu numirea unor profesori nemți, dintre care unii au funcționat și la facultățile de litere și filozofie sau de drept, ale căror cursuri le-a frecventat Ioan Mihályi. Momentul schimbării s-a produs însă după ce acesta își încheiase studiile.
„Între profesorii mei nu era nici unul ale cărui lecțiuni să le ascult cu plăcere. ... Hoffman, Kautz, Wenzel își țineau lecțiunile într-o limbă-n toate pocită, și mi se păreau vrednici de milă aceia dintre colegii maghiari care se simțeau măguliți că nemții sunt nevoiți a-și ține lecțiunile în limba maghiară.”—Ioan Slavici
Conform regulamentelor în vigoare în anii săi de studii, studentul înscris la facultatea de drept era obligat să frecventeze inițial cursurile anului I de la facultatea de litere și filozofie unde era prioritară studierea istoriei și literaturii maghiare.
Studiul istoriei în special era susținut de inițierea în științele auxiliare ale istoriei, cum sunt arheologia, numismatica, diplomatica, heraldica, precum și paleografia și cronologia, adică tocmai acelea de care urma să se slujească ca viitor editor de documente. Această împrejurare explică și în cazul lui Ioan Mihalyi, ca și în cazul altor istorici ardeleni din a doua jumătate a veacului trecut, în marea lor majoritate absolvenți ai unor facultăți de drept, nu numai o viziune juridică pronunțată cu care operau asupra trecutului, dar totodată o bună inițiere în studiile speciale ale istoriei.
Dintre profesorii de la facultatea de drept, cel care a avut o influență nemijlocit legată de viitoarea colecție de documente maramureșene a fost Gustav Wenzel. Era unul dintre cei mai prolifici editori directori ai izvoarelor diplomatice și narative privind istoria Ungariei medievale. De altfel, între lucrările sale este de menționat opul de documente maramureșene publicate în rezumat, apărut în anul 1857. În 1866, ultimul an de studii al lui Ioan Mihályi, Wenzel a fost numit rector al Universității. Nu se poate explica, decât în împrejurări mai speciale decât cele obișnuite ale relației dintre profesor și studentul său, prezența în manuscrisul lucrării lui Wenzel, „Analecta historica comitatum Maramarus concernentis”, a unui număr de documente copiate pentru el de Ioan Mihályi. Ca student, acesta trebuie că atrăsese atenția profesorului prin pasiunea pe care o manifesta cu privire la izvoarele istorice ale locurile sale de obârșie.

## Diplome maramureșene
Lucrarea reprezintă o colecție ordonată și adnotată de material documentar despre Țara Maramureșului istoric, care se încadrează în direcția general europeană a vremii, pe urmele școlii germane inițiate de J. L. Grimm. Lucrare a fost premiată în anul 1902 cu Premiul Năsturel-Herescu de 4.000 lei de către Academia Română.
Noua generație de istorici, Nicolae Densusianu, Ioan Pușcariu, Bogdan Petriceicu Hasdeu sunt cei care, alături de alții, pregătesc în acei ani triumful școlii critice pentru ca istoriografia românească să poată accede în momentul imediat următor la pragul deplinei maturități prin scrierile lui Ioan Bogdan, Dimitrie Onciul și Nicolae Iorga.
Pentru aceasta era necesar, cu prioritate, ca istoriografia să dispună de o bază documentară largă. Este îndatorirea pe care și-o asumă generația de istorici care își încep activitatea la scurtă vreme după evenimentele revoluționare de la jumătatea veacului. Sunt concepute acum programe ample de culegere sistematică de date referitoare, mai întâi, la tradiții.
Începuturile depistării și copierii documentelor care formează colecția Mihályi datează de timpuriu, din anii studenției. Din informații directe, adică mărturisirile proprii, rezultă că această îndeletnicire devenise o preocupare susținută începând din anul 1864 cu „râvnă neobosită din tinerețile mele”. Într-o scrisoare din acest an (18 noiembrie) trimisă din Buda fratelui său Victor Mihályi, îi dezvăluia acestuia intenția de a culege și a publica diplomele privind Maramureșul, ca și interesul de a studia monumentele de limba română veche, îndeosebi codicele de la Ieud. În notele la volumul edit al Diplomelor notează anul 1864, când a copiat unele din textele inserate în volum.
Aceeași preocupare îl stăpânește și în anul următor, 1865, fiind în luna martie la Roma. În același an cerceta actele lui Gabriel Mihai zis Burla din Borșa, în anul 1866, arhiva conților Teleki. Un document din 1336 i l-a comunicat în anul 1876 Ivan Biben din Bedeu.
După tabelul sinoptic din Precuvântare la Diplome rezultă, de altfel, că cea mai mare parte a colecției provine „de la privați”, urmașii familiilor nobile din Maramureș (162 piese), la care se adaugă cele copiate din arhiva conventului din Lelez (56), colecții particulare (105) între care se detașează colecția Petrovay (49) și din arhiva comitatului (32).
În timp, cercetările au scos la iveală noi documente privind Maramureșul, au determinat rectificări la cele cunoscute (multe îndreptate chiar de autor în „Corecțiuni”) dar aceste progrese se întemeiază în mare măsură pe un teren desțelenit de istoricul român. O recunoaște cu onestitate autoritatea ultimă în materie, regretatul istoric al Maramureșului medieval, Radu Popa: „conștiinciozitatea operei de editor a lui Mihályi nu poate fi pusă la îndoială, dincolo de erorile inerente din orice lucrare de acest gen întocmită la sfârșitul veacului trecut”.
Pentru editorul Diplomelor, această categorie de acte reprezintă probele de drept ale stăpânirilor românești asupra țării pe care o locuiau „ca fiesce cine să-și aducă aminte cu pietate de faptele însemnate ale străbunilor săi” (în Precuvântare). Ele au fost confirmate și reconfirmate pe seama meritelor publice ale locuitorilor și stau la originea blazoanelor de nobilitate în structurile sociale din Maramureș.
De aici, preocuparea susținută a editorului de a adnota textele publicate în cel puțin două registre revelatorii.
Întâi, în plan genealogic, adnotările permit să se întrevadă linia unei evoluții istorice, de la proprietatea țărănească liberă a obștilor cneziale la formele ei de tranziție, a cnezilor cu diplome de proprietate, spre formele proprietății feudale de tip nobiliar, a nobililor de comitat.
În antroponimia și toponimia medievală a Maramureșului istoric transpune istoria socială în geografia regiunii. Oamenii se numesc: Baba, Bărbat, Bârsan, Crăciun, Crețul, Florea, Mălina, Mănăilă, Mândra, Micu, Negrea, Negrilă etc.; locurile (așezări, munți, ape, alte particularități de relief): Apșa, Bârsănescu, Basarabă, Bătrâna, Brusturi, Bucureasa, Copaci, Cuc, Dobric, Frumoasa, Frumușaua, Gușat, Laz(uri), Leordina, Lunca, Muncel Piatra, Pietriceaua, Poieni, Prislop, Răchitiș, Rotunda, Ruginoasa, Săcel, Săliște, Slatina, Slătioara, Spini, Stâna, Strâmba, Vad etc. Nume de oameni și locuri tipice pentru tot arealul de răspândire a limbii române.
Studiul este făcut la fața locului, implicând prezența nemijlocită a cercetătorului nu numai în teritoriu, ci și contactul cu oamenii locului. Alcătuirea lucrării are la origine neîndoios o motivație sentimentală, ținând seama și de vârsta autorului în momentul asumării unei asemenea întreprinderi. Ea susține și dă valoare mândriei de a aparține la „nobilitatea” neamului propriu din Maramureș, parte componentă și atât de originală în ansamblul geografiei spirituale române. Era vorba, desigur, de o „nobilitate” mai înaltă și mai veche decât cea curent „nemeșească”, cu referințe nu numai istorice, ci și etnico-folclorice în latinitatea antică. Autorul a avut conștiința că, dând publicității diplomele vechi ale maramureșenilor, făcea totodată o operă de o reprezentativitate mai largă, ce repercutează în istoria generală a românilor din epoca „descălecărilor” întemeietoare de țară.